# Désuétude économique
Cet article court présente un sujet plus développé dans : Dépréciation.
 (mars 2023).
Si vous disposez d'ouvrages ou d'articles de référence ou si vous connaissez des sites web de qualité traitant du thème abordé ici, merci de compléter l'article en donnant les références utiles à sa vérifiabilité et en les liant à la section « Notes et références ».
La désuétude économique est un des trois éléments de dépréciation des immeubles, les autres étant la détérioration (dépréciation physique) et la désuétude fonctionnelle.
La désuétude économique est la perte de valeur d’un immeuble due à des causes extérieures à la propriété (Ex. : la présence d’une industrie polluante dans le voisinage pour une résidence, un surplus de bureaux vides dans un centre-ville pour un immeuble de bureaux, le déplacement des consommateurs en banlieue pour un grand magasin du centre-ville).  
Si certaines désuétudes peuvent être corrigibles, la désuétude économique est toujours considérée comme incorrigible par l’évaluateur, car si la nuisance peut cesser ou la situation économique se rétablir, cela ne dépend pas de la volonté du propriétaire de l’immeuble.